# Graus
Graus es localidad y municipio español de la provincia de Huesca Aragón. Su población es de 3380 habitantes (INE 2024), está en la comarca de Ribagorza siendo la capital administrativa en la confluencia de los ríos Ésera e Isábena.

## Geografía
Graus se encuentra en la confluencia de los ríos Ésera e Isábena; y el barranco de Risal, a poca distancia aguas arriba del embalse de Joaquín Costa, también llamado embalse de Barasona por el pueblo que quedó sepultado bajo sus aguas. Aguas abajo de la confluencia de los ríos, el paso se estrecha entre la peña del Morral y la de las Forcas. No muy lejos también se encuentran las sierras de la Carrodilla, el Torón y Esdolomada. En la propia sierra del Torón, es donde se encuentra el punto culminante de Graus, el Galirón, con una altura de 1430 m. En todo el término municipal, el suelo predomina rocas volcánicas muy antiguas en que predomina el granito como la roca más destacable, sobre un suelo lleno de depósitos sedimentarios marinos que data del Eoceno y del Oligoceno; debido a corrientes marinas lleno de sedimentos provocando la formación de los flyschs, dentro del término municipal.
Predominan encinares, robledales, enebrales, pinares y tierras de cultivos. Suele tener inviernos muy fríos, y veranos moderadamente calurosos; con una precipitación media anual de 600mm.
El término municipal de Graus integra hoy a los pueblos de: Abenozas, Aguilar, Aguinalíu, Bellestar, Benavente de Aragón, Centenera, Ejep, Güel, Juseu, Panillo, Pano, La Puebla de Fantova, La Puebla del Mon, Pueyo de Marguillén, El Soler, La Tosquilla, Torre de Ésera, Torre de Obato, Torrelabad, Torres del Obispo y Las Ventas de Santa Lucía. También están las aldeas deshabitadas de: Bafaluy, Cáncer, Castarlenas, Erdao, Fantova, Grustán, Portaespana y Torruella de Aragón.
El término municipal limita al norte con los municipios de La Fueva, Perarrúa, Santaliestra y San Quílez y Foradada del Toscar; al este con los de Isábena, Lascuarre, Capella y Benabarre; al sur con Peralta de Calasanz, y al oeste con los municipios de Estadilla, Estada, Olvena, La Puebla de Castro y Secastilla.

## Historia
Los primeros datos de población de Graus se remontan al Paleolítico como lo demuestran los restos hallados en el yacimiento de Las Forcas, cuyos restos se encuentran en el museo provincial de Huesca. De la época romana no quedan restos y de la islámica solo se conservan restos de una atalaya en la peña del Morral.
Durante la Reconquista, el rey aragonés Ramiro I murió durante el asedio de la población en 1063. Fue su hijo el rey Sancho Ramírez quien la tomó en el año 1083 y la adscribió al monasterio de San Victorián para su reconstrucción y repoblación, lo cual duró hasta 1571. Pedro II trasladó aquí la feria de San Miguel que hasta entonces se venía celebrando en San Pedro de Tabernas.

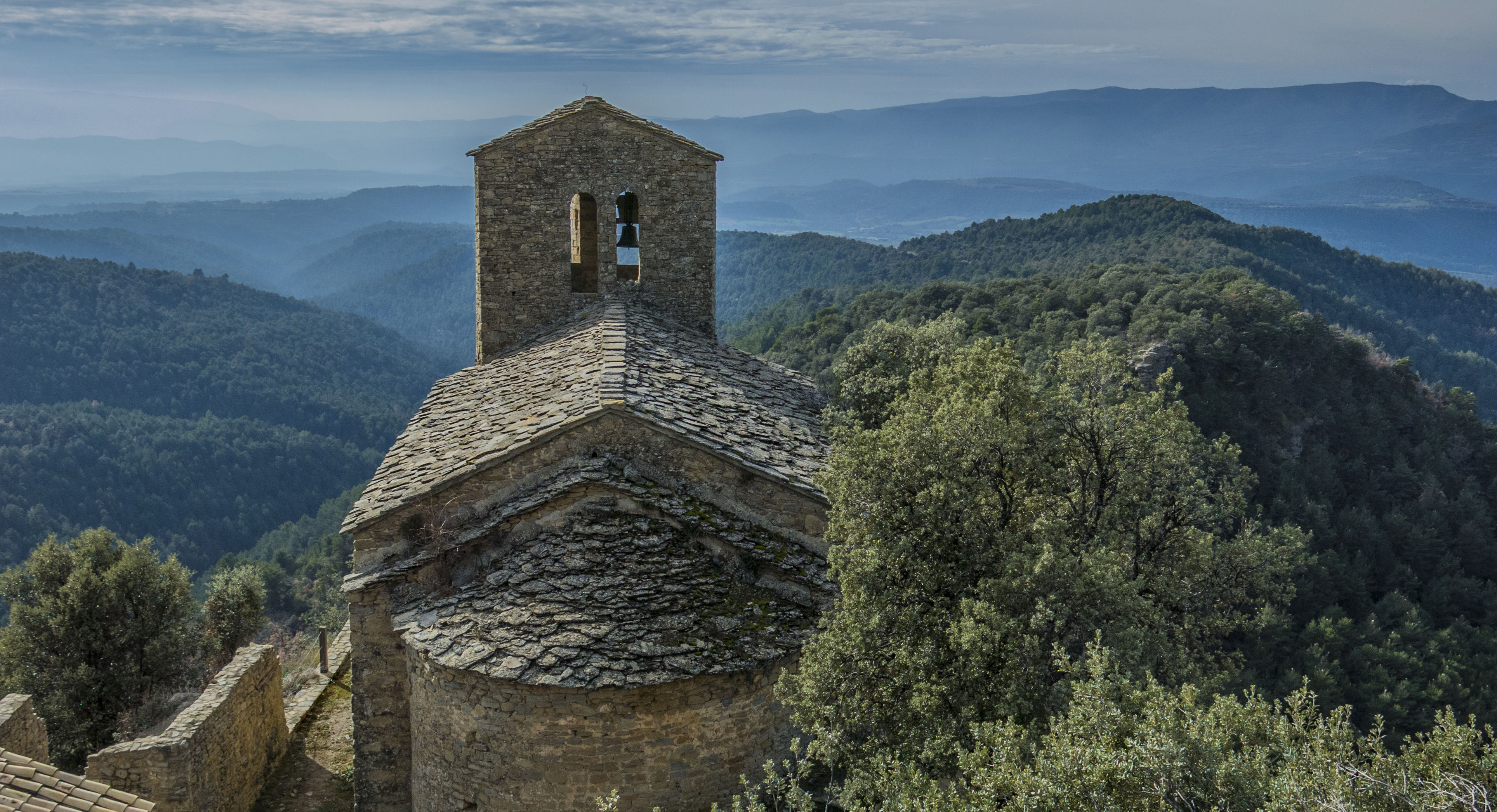
Iglesia de Santa Cecilia junto al castillo de Fantova, en el despoblado del mismo nombre.

Un hecho fundamental para la tradición local se produjo en el año 1415 cuando, de camino hacia Francia, visitó la villa el dominico valenciano fray Vicente Ferrer, posteriormente canonizado, quien al parecer recaló en Graus invitado por Berenguer de Bardaxí. Ambos habían sido compromisarios tres años antes en Caspe, donde se resolvió de manera pacífica el difícil problema sucesorio de la Corona de Aragón. El santo valenciano predicó aquí con gran éxito y en agradecimiento regaló a la villa un crucifijo que se conserva y se venera en su iglesia parroquial. Las fiestas mayores de la localidad los días 13 y 14 de septiembre están dedicadas a San Vicente Ferrer y al Santo Cristo, en recuerdo de tan celebrada visita y apreciada donación. Junto con el santo vino Pedro Cerdán, fraile dominico al que según la tradición San Vicente Ferrer le devolvió el habla y el oído. Enfermó al llegar a la villa y murió en la misma en 1422 y le enterraron en la basílica de la Peña.
En el siglo XVI se llevó a cabo la primera ampliación, construyéndose casas solariegas como la de Fantón, Solano, Oliván y la Mansión de los Mur. También se abrió la plaza mayor y la calle Fermín Mur y Mur, fijándose por consiguiente el límite de la población en el portal de Linés. A finales de este siglo tuvo lugar en el condado la guerra de Ribagorza, contra los condes de Ribagorza. En 1588, Felipe II estableció la celebración de una feria semanal todos los lunes que ha perdurado hasta ahora. A estas hay que añadir posteriormente la ferias de Santa Lucía, otorgada por Carlos II en 1681, y la de mayo (actual Propirineo).
Durante el siglo XVII se sucedieron guerras contra Francia, con lo que Graus se convirtió en punto de paso y proveedor de comida de las tropas. En los años 1651 y 1652 la zona sufrió una epidemia de peste que diezmó a la población. En este mismo siglo se construyó a extramuros el colegio jesuita de la Compañía de Jesús y el convento de Santo Domingo, de los cuales actualmente solo se conserva la iglesia del primero.
En la Guerra de Sucesión a principios del siglo XVIII la población tomó partido por el pretendiente austriaco, al igual que la mayor parte de la Corona de Aragón. Las tropas borbónicas ocuparon la localidad, destruyeron uno de sus puentes y la convirtieron en base para operaciones militares.

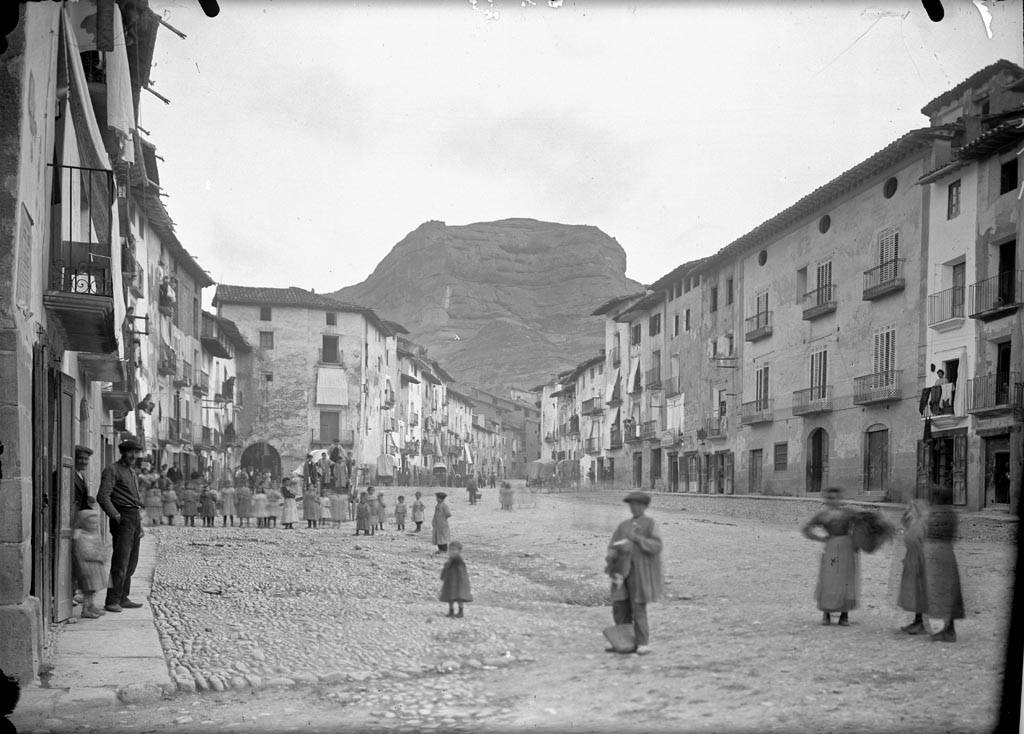
Graus a comienzos del

Durante la Guerra de la Independencia Graus fue invadida por las tropas francesas y en las posteriores guerras carlistas se produjeron enfrentamientos entre liberales y absolutistas. En 1873 estuvo encarcelado Paul Lafargue, yerno de Karl Marx y propagador de sus ideas, que había huido de la policía francesa atravesando los Pirineos. A finales de este siglo, se produjo una importante emigración a Francia. Es en esta época cuando se realizó la segunda gran ampliación urbana, con la construcción de la calle Barranco.
En el municipio se integraron ya en el siglo XIX Grustán, Portaspana y Torre de Obato, y en la década de 1920, Barasona y Benavente de Aragón.
En su día en la localidad se hablaba la variante bajorribagorzana (el grausino) del aragonés.
Al estallar la Guerra Civil, Graus quedó en la zona republicana, con predominio del movimiento anarquista. Se produjo la ejecución de numerosos religiosos y la destrucción de importantes piezas del patrimonio cultural. Posteriormente, en los años 60, sufrió al igual que en el resto del país el éxodo rural hacia las grandes ciudades. En estos años se incorporaron al municipio los términos de Aguinalíu, Panillo, Puebla de Fantova y Torruella de Aragón, y en la siguiente década, Güel y Torres del Obispo.

## Demografía
Graus cuenta con una población de 3380 habitantes (INE 2024).
| Gráfica de evolución demográfica de Graus entre 1842 y 2021 |
| |
| Población de derecho según los censos de población del INE Población de hecho según los censos de población del INEEn 1857 crece el término del municipio porque incorpora a Grustan, Portaspana, parte de Puidecinca y Torre de Obato En 1930 crece el término del municipio porque incorpora a Barasona y Benavente de Aragón |

## Administración y política
| Período   | Alcalde                           | Partido | Partido |
| --------- | --------------------------------- | ------- | ------- |
| 1979-1983 | José María Campo Aguilar          | UCD     |         |
| 1983-1987 | Ramón Miranda Torres              | PSOE    |         |
| 1987-1991 | Ramón Miranda Torres              | PSOE    |         |
| 1991-1995 | José Antonio Bernabeu Nácher      | CDS     |         |
| 1995-1999 | Ramón Miranda Torres              | PSOE    |         |
| 1999-2003 | Ramón Miranda Torres              | PSOE    |         |
| 2003-2007 | Ramón Miranda Torres              | PSOE    |         |
| 2007-2011 | María Victoria Celaya Cosculluela | PSOE    |         |
| 2011-2015 | José Antonio Lagüens Martín       | PP      |         |
| 2015-2019 | José Antonio Lagüens Martín       | PP      |         |
| 2019-2023 | Gemma Betorz Périz                | PSOE    |         |

| Partido político    | Partido político                                                    | 1979   | 1983   | 1987   | 1991   | 1995   | 1999   | 2003   | 2007   | 2011   | 2015   | 2019   |
| Partido político    | Partido político                                                    | Ediles | Ediles | Ediles | Ediles | Ediles | Ediles | Ediles | Ediles | Ediles | Ediles | Ediles |
|                     | Alianza Popular (AP)-Partido Popular de Aragón (PP)                 | —      | 5      | 2      | 2      | 3      | 4      | 4      | 4      | 4      | 6      | 5      |
|                     | Partido de los Socialistas de Aragón (PSOE-Aragón)                  | 4      | 6      | 6      | 5      | 6      | 5      | 6      | 4      | 4      | 2      | 3      |
|                     | Aragón Sí Puede                                                     | —      | —      | —      | —      | —      | —      | —      | —      | —      | 2      | 1      |
|                     | Partido Aragonés (PAR)                                              | —      | 0      | 1      | 3      | 2      | 1      | 0      | 3      | 2      | 1      | 2      |
|                     | Ciudadanos (CS)                                                     | —      | —      | —      | —      | —      | —      | —      | —      | —      | 0      | —      |
|                     | Chunta Aragonesista (CHA)                                           | —      | —      | —      | —      | —      | 1      | 1      | 0      | 1      | —      | 0      |
|                     | Plataforma de los Independientes de España (PIE)                    | —      | —      | —      | —      | 0      | —      | —      | —      | —      | —      | —      |
|                     | Unión de Centro Democrático (UCD)-Centro Democrático y Social (CDS) | 7      | —      | 2      | 1      | —      | —      | —      | —      | —      | —      | —      |
| Total de concejales | Total de concejales                                                 | 11     | 11     | 11     | 11     | 11     | 11     | 11     | 11     | 11     | 11     | 11     |

## Patrimonio
Graus fue declarado conjunto histórico-artístico en 1975. En sus cercanías se hallan unos asentamientos paleolíticos, en el monte de las Forcas.

### Patrimonio civil

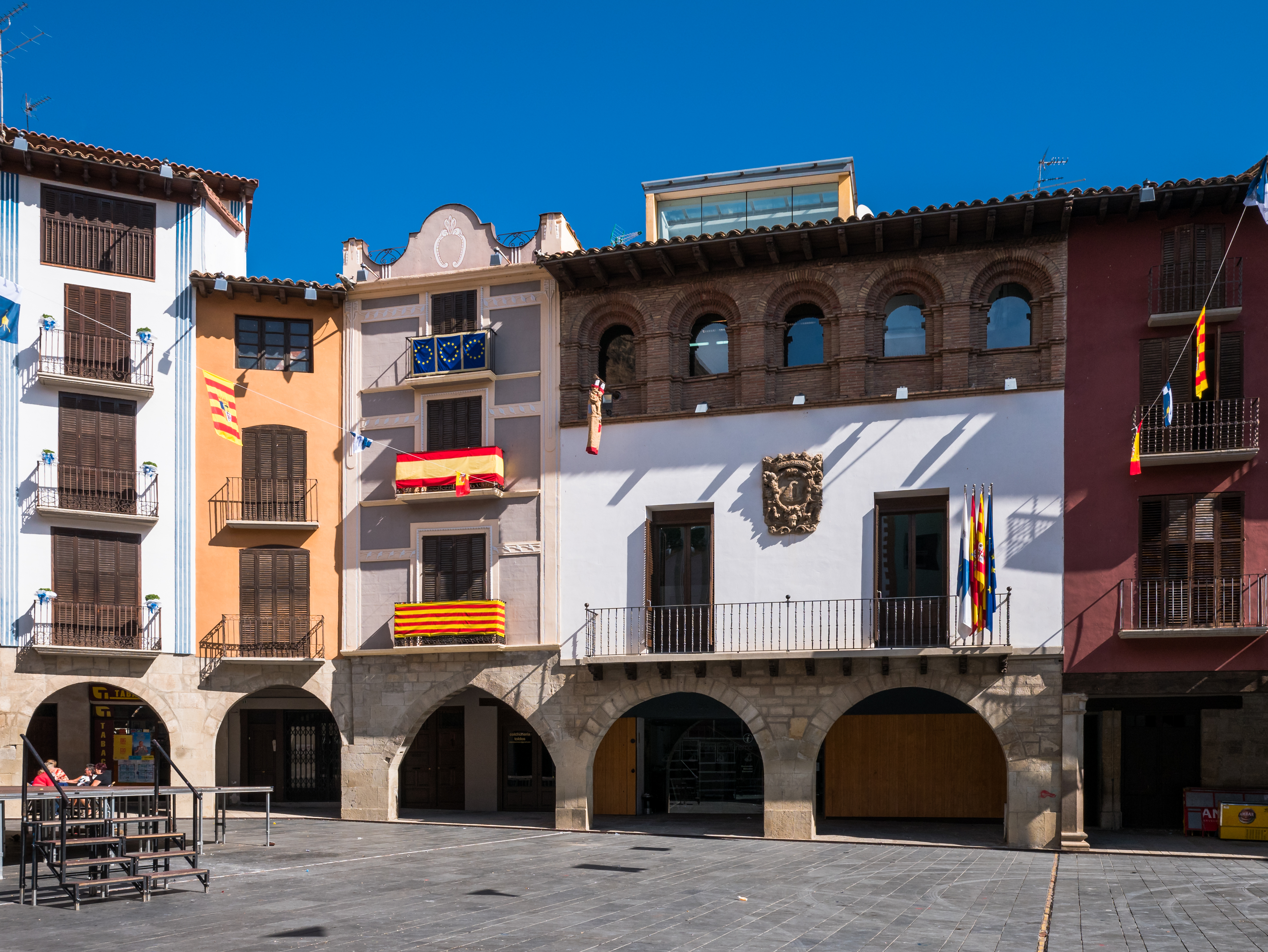
Ayuntamiento en la plaza Mayor

El Puente de Abajo, sobre el río Ésera, se construyó en el siglo XII sobre fundamentos romanos y se encuentra frente al Barrichós o barrio de Abajo, el cual es el más antiguo del pueblo y en el que destacan las casas de los Mur (o Rodrigo de Mur), Fantón, Torquemada y la antigua posada de Juan Tallada. En los dinteles de las ventanas de la casa Mur se puede leer con letras entrelazadas: Roderico Mur y Marca o Roderico ama a Marica. La plaza mayor tiene forma de pentágono irregular con arcos de medio punto, ojivales y apuntados. De ella cabe señalar las casas Heredia, del Barón, Bardaxí, Capucho y el ayuntamiento, la cual es la más antigua. Otras casas de la plaza son la de Loscertales y la de la Cultura. Todavía se conservan integradas en la villa tres de las cuatro puertas de las antiguas murallas: la de Chinchín (o de Barbastro) al sur, la de Linés al norte y la del Barón al oeste.

### Patrimonio religioso

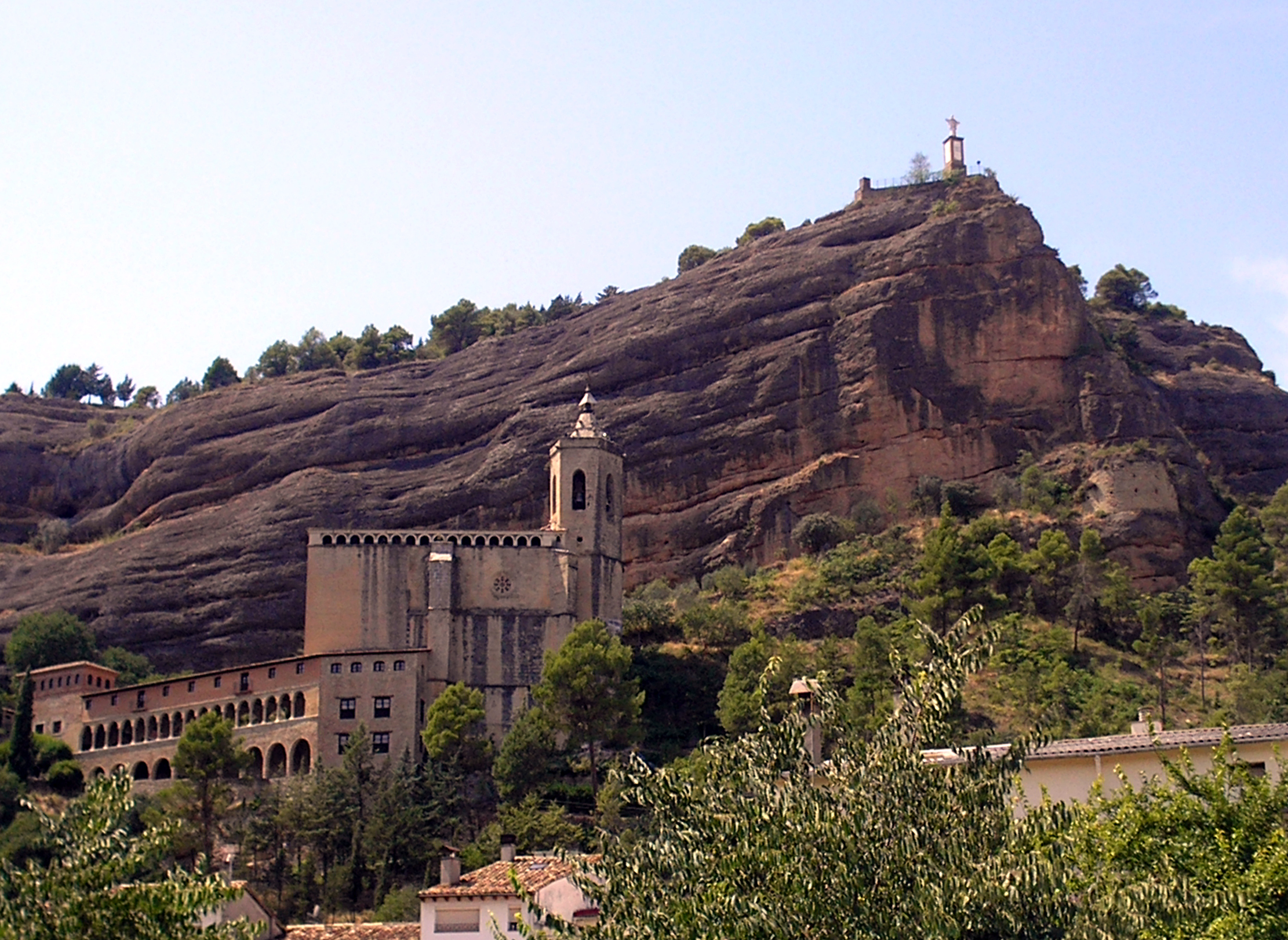
Santuario de la Virgen de la Peña.

La basílica de la Virgen de la Peña se construyó a mediados del siglo XVI en estilo gótico renacentista sobre la iglesia románica de Santa María. Por encima del santuario, sobre la Peña, se encuentra el Corazón de Jesús y en sus cercanías la ermita de San Pedro. La iglesia parroquial de San Miguel se construyó posteriormente y se encontraba antiguamente extramuros, donde se guarda la imagen de Cristo que San Vicente Ferrer entregó a la villa en 1415. Por último, se fundó en el siglo XVII el convento de Santo Domingo (desaparecido hoy en día) y el colegio de la Compañía de Jesús con su iglesia, del cual solo persiste la iglesia transformada en el centro Espacio Pirineos.
Aunque no pertenece al término municipal de Graus, sino de Panillo, muy cerca se encuentra el templo budista Dag Shang Kagyü, fundado a finales de los años 1980 por el monje tibetano Kalu Rinpoche, quien llegó a la Ribagorza y bajo una encina centenaria (visitable en la actualidad) decidió que aquel sería el entorno propicio para la formación de un centro destinado al retiro espiritual. El templo consta de un albergue y una estupa construida al estilo tradicional tibetano. En la actualidad, Dag Shang Kagyu es la sede de la escuela Kagyu en Europa.

### Museos
- Espacio Pirineos: en la antigua iglesia de la Compañía de Jesús, se trata de un centro de interpretación del Pirineo.[14]
- Museo de Iconos: en la basílica de la Peña, alberga imágenes ortodoxas.
- Museo de Historia y Tradición de la Ribagorza[14]

## Economía

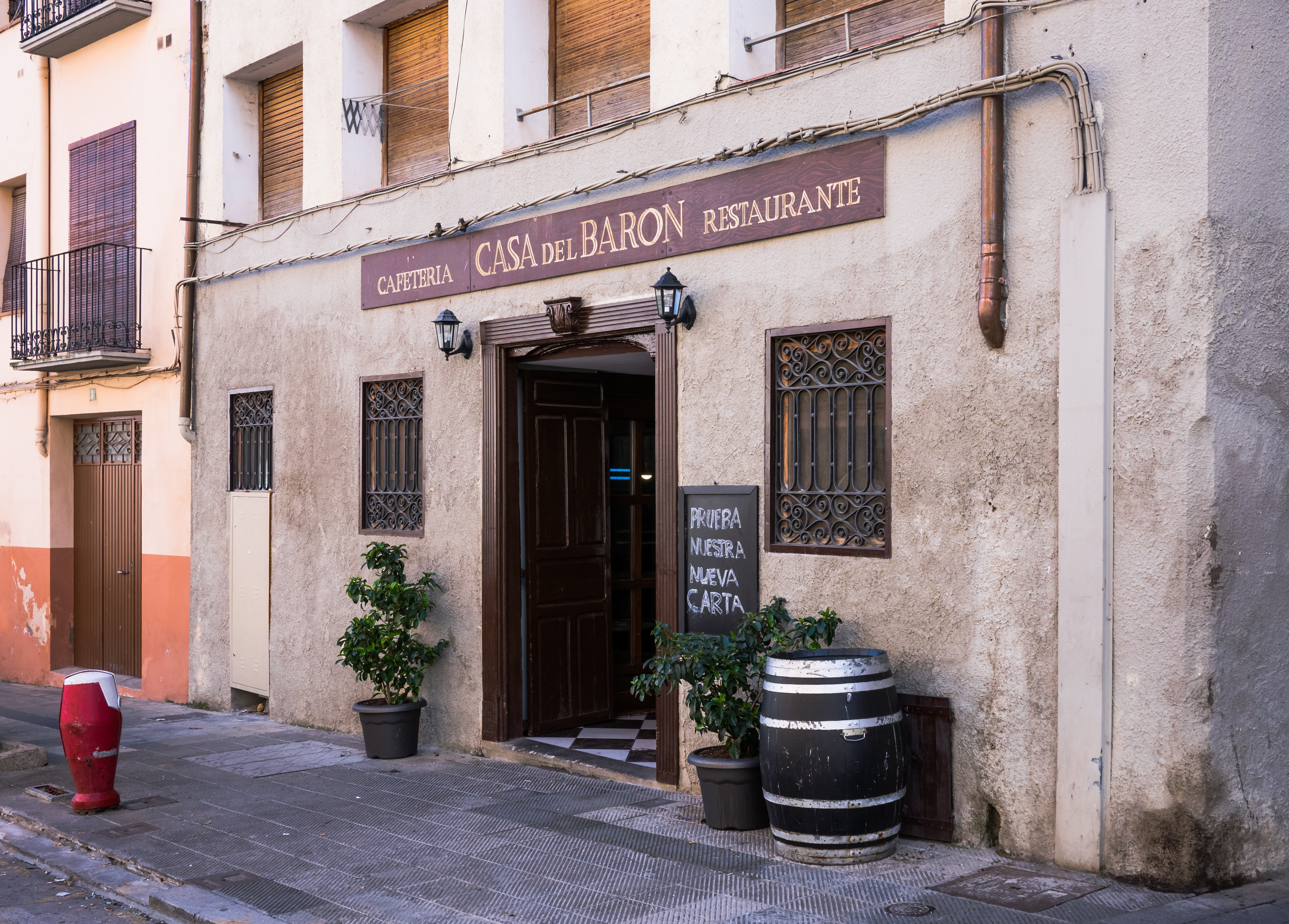
Restaurante en Graus

En agricultura; suelen cultivar cereales, forrajes, vid, olivos, hortalizas y legumbres; y en ganadería, la ovina, la caprina y la porcina. También la gente son buenos apicultores, donde la miel de Graus es la mejor de todo Aragón, y también tiene una granja de recría de aves de corral
En industrias; se dedica a la alimentaria, maderera, textil y de la construcción.

## Festividades
- 1 de mayo: romería a la ermita de San Pedro.[18]
- Primer domingo de mayo que no sea día 1: Feria de Mayo, creada en 1907.[18]
- Durante el verano: festival de Clásicos en la frontera y NOCTE.[18]
- Último sábado de julio: Día de la Longaniza, desde 1992.[18]
- Del 12 al 15 de septiembre: fiestas mayores, en honor del Santo Cristo y San Vicente Ferrer y declaradas de interés turístico[15] desde 1973. Cabe destacar actuaciones como la espera a los gaiteros, los dances, las albadas, la mojiganga y la Pllega, y personajes como los gigantes, los cabezudos, las caretas, los caballez y el Furtaperas.[19]
- 29 de septiembre: feria de San Miguel,[15] otorgada por el rey Pedro II en 1201 y dedicada tradicionalmente a la venta de caballerías.[18]
- Víspera de domingos de los días del Pilar y de Todos los Santos: rosario de la Aurora y la Despierta.[18]
- 13 de diciembre: feria de Santa Lucía,[15] desde 1681, concedida por el rey Carlos II.[18]

## Rutas
Las siguientes rutas de senderismo pasan por la localidad: GR-1 y PR-HU 73 (finaliza en Graus su recorrido).

## Localidades hermanadas
- Tournefeuille (Francia)[20] desde mayo de 1991.[21]